# 1912 w filmie
Wydarzenia filmowe w 1912 roku.

## Wydarzenia
- 2 lutego – dla kroniki tygodniowej Pathe wykonano pierwsze zdjęcia kaskaderskie (spadochroniarz skoczył ze Statuy Wolności w Nowym Jorku do basenu portowego).

## Premiery

### Filmy polskie
- Mirełe Efros (reż. Andrzej Marek)
- Pietro Caruso (prawdopodobnie, reż. Kazimierz Kamiński)
- Pomszczona krzywda (reż. ?)
- Spodnie jaśnie pana (prawdopodobnie, reż. Aleksander Hertz)

- 23 kwietnia:
  - Niebezpieczny kochanek (reż. Kazimierz Kamiński)
- 27 kwietnia:
  - Wojewoda (reż. ?)
- 14 maja:
  - Krwawa dola
- czerwiec:
  - Obłąkany. Dramat w Tworkach (reż. ?)
- sierpień:
  - Przesądy
- 10 września:
  - Ofiara namiętności
- grudzień:
  - Miłosne przygody panów Z. i J., znanych osobistości w D. (reż. ?)

- w języku jidysz:
  - Bóg, człowiek i szatan (reż. ?)
  - Wydziedziczeni (reż. ?)

### Filmy zagraniczne
- Zdobycie bieguna (Francja) La Conquete du Pole (reżyseria i wykonawca: Georges Méliès)

## Urodzili się
- 6 stycznia – Danny Thomas, piosenkarz, aktor komediowy (zm. 1991)
- 8 stycznia – José Ferrer, portorykański aktor, reżyser (zm. 1992)
- 19 lutego – Saul Chaplin, kompozytor (zm. 1997)
- 21 lutego – Arline Judge, aktorka (zm. 1974)
- 26 lutego – Dane Clark, aktor (zm. 1998)
- 22 marca – Karl Malden, aktor (zm. 2009)
- 4 kwietnia – Jan Rybkowski, polski reżyser (zm. 1987)
- 8 kwietnia – Sonja Henie, łyżwiarka figurowa i aktorka (zm. 1969)
- 18 kwietnia – Wendy Barrie, aktorka (zm. 1978)
- 9 maja – Pedro Armendáriz, aktor (zm. 1963)
- 18 maja – Perry Como, piosenkarz, aktor (zm. 2001)
- 23 maja
  - Marius Goring, aktor (zm. 1998)
  - John Payne (I), aktor (zm. 1989)
- 26 maja – Jay Silverheels, kanadyjski aktor (zm. 1980)
- 29 maja – Iris Adrian, aktorka (zm. 1994)
- 26 czerwca – Jay Silverheels, aktor (Tonto)  (zm. 1980)
- 4 lipca – Viviane Romance, aktorka (zm. 1991)
- 2 sierpnia – Ann Dvorak, aktorka (zm. 1979)
- 15 sierpnia – Wendy Hiller, aktorka (zm. 2003)
- 23 sierpnia – Gene Kelly, amerykański tancerz i aktor (zm. 1996)
- 29 sierpnia – Barry Sullivan, aktor (zm. 1974)
- 5 września – Kristina Söderbaum, aktorka (zm. 2001)
- 17 września – Irena Kwiatkowska, polska aktorka (zm. 2011)
- 21 września – Chuck Jones, animator (zm. 2002)
- 22 września – Martha Scott, aktorka (zm. 2003)
- 29 września – Michelangelo Antonioni, włoski reżyser (zm. 2007)
- 31 października – Dale Evans, aktorka (zm. 2001)
- 21 listopada – Eleanor Powell, tancerka, aktorka (zm. 1982)
- 24 listopada – Garson Kanin, pisarz (zm. 1999)
- 27 listopada – Yuen Siu-tien, chiński aktor (zm. 1979)
- 11 grudnia – Carlo Ponti, producent, mąż Sophi Loren (zm. 2007)